# Valmont (Seine-Maritime)
 Valmont  ist eine französische Gemeinde mit 869 Einwohnern (Stand 1. Januar 2022) im Département Seine-Maritime in der Region Normandie. Sie gehört zum Arrondissement Le Havre und zum Kanton Fécamp.

## Geschichte
Das heutige Valmont entstand durch die Zusammenlegung des alten Valmont mit Saint-Ouen-au-Bosc (1822) sowie Bec-aux-Cauchois und Rouxmesnil (1825).

## Bevölkerungsentwicklung
| Jahr      | 1962 | 1968 | 1975 | 1982 | 1990 | 1999 | 2007 | 2015 |
| Einwohner | 801  | 818  | 868  | 860  | 875  | 1010 | 989  | 856  |

## Sehenswürdigkeiten
- Schloss der Familie Estouteville mit einem Donjon (11. Jahrhundert) und einem Renaissance-Flügel
- Abtei Notre-Dame du Pré (gegründet 1169)
- Kirche Saint-Nicolas